# Liste der Monuments historiques in Roscanvel
Die Liste der Monuments historiques in Roscanvel führt die Monuments historiques in der französischen Gemeinde Roscanvel auf.

## Liste der Bauwerke
| Bezeichnung             | Beschreibung | Standort | Kennzeichnung | Schutzstatus | Datum | Bild           |
| ----------------------- | ------------ | -------- | ------------- | ------------ | ----- | -------------- |
| Batterie de Cornouaille |              | (Lage)   | PA29000076    | Classé       | 2013  | weitere Bilder |
| Îlot des Capucins       |              | (Lage)   | PA29000098    | Inscrit      | 2016  | weitere Bilder |